# Cuadriciclo Ford

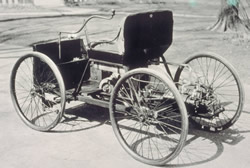
Cuadriciclo Ford de 1896.

El Cuadrimoto Ford es técnicamente el primer vehículo desarrollado por la empresa Ford Motor Company, y el vehículo que inspiró a Henry Ford a construir su imperio.
El 4 de junio de 1896 en un pequeño taller detrás de su casa en el número 58 de la avenida Bagley, Henry Ford realizaba los toques finales a su auto motorizado impulsado a gasolina. Luego de más de dos años de experimentación, Henry Ford, de 32 años, había completado su primer automóvil experimental. Nombró su invento con el nombre de "Cuadrimoto", ya que se desplazaba sobre 4 ruedas de bicicleta. El éxito del pequeño vehículo alentó a Henry a fundar la compañía Ford Motor Company 7 años más tarde en 1903.
El Cuadrimoto era dirigido por una cadena, la primitiva caja de cambios solo tenía dos cambios (el primero para 16 km/h y el segundo para 32 km/h), y no tenía un cambio para reversa. Pesaba 227 kg, medía 1.24 m de ancho y tenía capacidad para 13.2 litros de combustible.
Actualmente, el Cuadrimoto se encuentra en el Museo Henry Ford, en Dearborn, Míchigan.